# الخاندرا گوزمان
گابریلا آلخاندرا گوزمان پینال (زاده ۹ فوریه ۱۹۶۸) یک موسیقی‌دان، خواننده، آهنگساز و بازیگر مکزیکی است. او با بیش از ۳۰ میلیون قطعه فروش در طول دوران حرفه ای خود، برنده جایزه گرمی لاتین، و با نام مستعار " ملکهٔ قلب‌ها " (ملکه قلب‌ها) و " ملکه راک " (ملکه سنگ)، یکی از موفق‌ترین خوانندگان زن مکزیکی است. او دختر سیلویا پینال است.
گابریلا آلخاندرا گوزمان پینال در ۹ فوریه ۱۹۶۸ در مکزیکو سیتی در سومین ازدواج مادرش سیلویا پینال به دنیا آمد.